# Harriet Tubman
Harriet Tubman, nascuda Araminta Ross (Dorchester, Maryland, 1820 — Auburn, 10 de març de 1913), també coneguda com a Minty i com a Black Moses, fou una afroamericana estatunidenca, abolicionista, humanitària, que lluità per la llibertat i els drets de les dones, i contra l'esclavitud i el racisme. El luteranisme la commemora com a renovadora de la societat, i l'anglicanisme com a santa.

## Biografia

### Orígens familiars

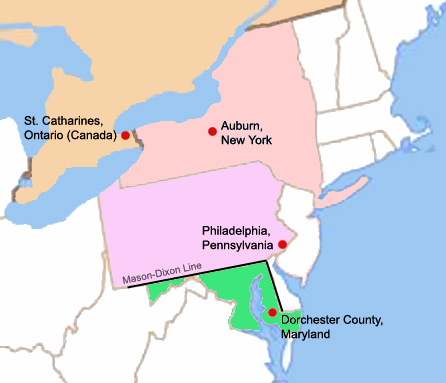
Els llocs que van importar a la vida de Harriet Tubman

Araminta va néixer al si d'una família d'origen aixanti com a esclava, propietat d'Edward Brodas, un terratinent de Dorchester (Maryland). Els seus pares, Benjamin Ross i Harriet Greene van arribar a tenir onze fills, però gairebé tots van ser venuts pel seu amo. Araminta Ross, que a cinc anys ja treballava ajudant els criats en diferents tasques de la llar, fou maltractada pels diversos amos que tingué. Amb onze anys es va canviar el nom pel de sa mare, Harriet. Encara jove, la van ferir al cap quan l'amo li llençà un pes metàl·lic; com a conseqüència, va patir des de llavors mals de cap i epilèpsia, a més de crisis d'hipersòmnia i episodis de visions i al·lucinacions. Cristiana devota, pensà que aquestes visions eren premonicions divines.
Com passa amb molts esclaus als Estats Units, no s'ha registrat ni l'any exacte ni el lloc del seu naixement, i les estimacions dels historiadors varien, entre 1820 i 1825. Kate Larson, una historiadora, proposa l'any 1822, basant-se en el pagament d'una llevadora i en diversos altres documents històrics, mentre que Jean Humez afirma que «les millors dades actuals suggereixen que Tubman va néixer l'any 1820, però podria haver estat un any o dos després». Una segona historiadora, Catherine Clinton, assenyala que Tubman va estimar l'any del seu naixement el 1825, mentre que el seu certificat de defunció diu 1815 i la seva tomba el 1820. Modesty, l'àvia materna de Tubman, va arribar als Estats Units en un vaixell d'esclaus des d'Àfrica; no hi ha informació disponible sobre els seus altres avantpassats. Quan era petita, a Tubman se li va dir que era d'un llinatge Ashanti (que fixaria l'origen geogràfic de la seva família a l'actual Ghana), però no existeix cap element que confirmi o desmenti aquesta afirmació.
La seva mare Rit era cuinera de la família Brodess. El seu pare Ben va supervisar el treball de la fusta a la plantació. Es van casar cap al 1808 i, segons els registres judicials, van tenir nou fills junts.: Linah, nascuda el 1808, Mariah Ritty el 1811, Soph el 1813, Robert el 1816, Minty (Harriet) cap al 1820, Ben el 1823, Rachel el 1825, Henry el 1830 i Moisès el 1832.
El sistema d'esclavitud sovint separava famílies, allunyava els pares dels seus fills, venia a altres propietaris que de vegades residien a grans distàncies. La família Tubman no va ser una excepció. Edward Brodess va vendre tres de les germanes de Harriet (Linah, Mariah Ritty i Soph), separant-les de la resta de la seva família per sempre. Quan un comerciant de Geòrgia es va acostar a Brodess per comprar el seu fill petit Moses, Rit el va amagar durant un mes, ajudat per altres esclaus i negres lliures de la comunitat. Fins i tot es va enfrontar al seu propietari quan aquest, acompanyat de l'home de Geòrgia va venir i va agafar el nen. Va amenaçar d'obrir el cap al primer home que va travessar el llindar de casa seva. Brodess va fer marxa enrere i va abandonar la venda. Diversos biògrafs coincideixen que la importància d'aquest episodi en el romanç familiar nodreix sens dubte la creença de Tubman en les possibilitats de resistència.

### Joventut
La mare de Harriet treballava a la casa gran i tenia poc temps per a la seva pròpia família. Tubman, per tant, va tenir cura dels seus germans petits des de ben petita.
Als cinc o sis anys, la van llogar a una dona anomenada «senyoreta Susan» on va ser maltractada diàriament. La seva missió era vigilar un nadó mentre dormia; quan es despertava plorant, l'assotaven, cosa que passava cinc vegades al dia. Un altre dia, amenaçada per haver robat un terròs de sucre, Tubman es va amagar durant cinc dies a la porquera d'un veí, lluitant contra animals per les restes de menjar. Morta de fam, va haver de tornar a casa de la senyoreta Susan, on la van colpejar severament. Va portar les cicatrius d'aquests abusos durant la resta de la seva vida. Per protegir-se d'aquest maltractament, es va embolicar amb diverses capes de roba.
Va patir anys de tracte inhumà per part d'altres mestres. Quan era adolescent, la van enviar a una merceria per comprar material. Allà va trobar un capatàs enfadat, perseguint un esclau que havia abandonat els camps sense permís. Va exigir que Tubman l'ajudés a contenir el jove, cosa que ella es va negar a fer. Quan l'esclau estava a punt de fugir, el supervisor li va llançar un pes de dues lliures des del taulell de la botiga. Va fallar el seu objectiu i el pes va colpejar amb força a Tubman al cap. Més tard va explicar que pensava que els seus cabells, que mai s'havien pentinat, podrien haver esmorteït el cop i li havien salvat la vida. Va ser retornada a casa del seu propietari sagnant i inconscient i la van col·locar al seient d'un teler on va romandre sense atenció mèdica durant dos dies. Immediatament, va ser enviada de nou als camps mentre la sang i la suor li continuaven corrent per la cara, impedint-li treballar. L'home que la va llogar va dir que ella «no valia ni un cèntim» i el va tornar a enviar a Brodess, que va intentar vendre-la sense èxit.
Poc després, va començar a tenir convulsions i es va desmaiar sobtadament, tot i que va dir als que l'envoltaven que romania conscient. Aquestes convulsions, que podrien haver estat convulsions epilèptiques temporals, van continuar durant tota la seva vida.
Aquesta greu lesió al cap va arribar en un moment de la seva vida en què Tubman desenvolupava una fe apassionada en Déu. Com molts esclaus en aquella època, va rebutjar la interpretació de la Sagrada Escriptura utilitzada tradicionalment pels esclaus per exhortar els esclaus a ser obedients. Es va inspirar en històries d'alliberament de l'Antic Testament, com la de Moisès que va portar els jueus fora d'Egipte. Després del seu trauma al cap, va començar a tenir visions i somnis que va interpretar com a signes divins. Aquesta perspectiva religiosa la va guiar al llarg de la seva vida. Quan era una jove adulta, va prendre el primer nom Harriet, probablement en honor a la seva mare.
El 1840, el seu pare fou alliberat pel seu amo, amb 55 anys, però continuà treballant per a la mateixa família. Cap al 1844, Harriet es va veure obligada a casar-se amb un negre lliure, Johan Tubman, i a adoptar el seu cognom, però aquest creia que ella havia de continuar essent esclava i de fet ella va continuar actuant més com a serventa que com a esposa.

### Evasió

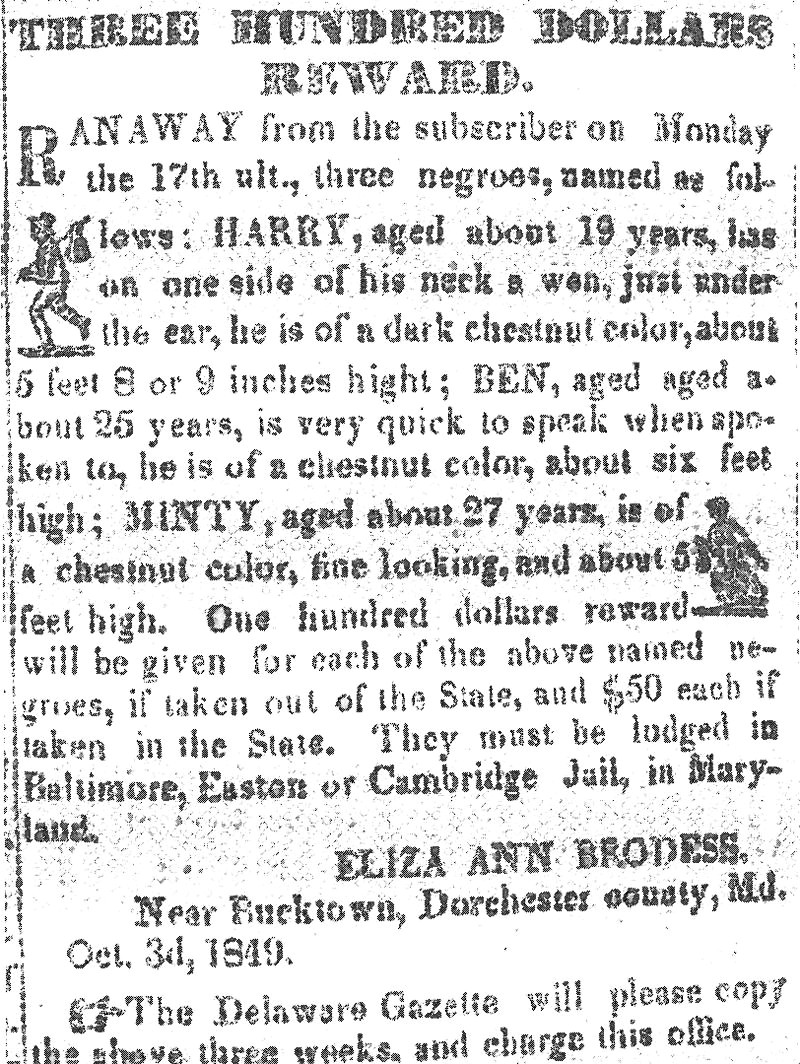
Anunci publicat per Eliza Brodess al Cambridge Democrat que ofereix una recompensa de tres-cents dòlars per a Harriet (Minty) i els seus germans Harry i Ben

El 1849 Tubman va emmalaltir i el seu valor de mercat va disminuir en conseqüència. Edward Brodess estava intentant vendre-la, però no va trobar un comprador. Tubman va començar a pregar perquè el seu propietari canviés d'opinió sobre vendre-la. «Vaig resar cada nit pel meu mestre, fins al primer de març; i al llarg d'aquest període va continuar entrant compradors per dimensionar-me i intentar vendre'm». Quan semblava inevitable que la venda es produís finalment, va canviar la naturalesa de la seva sol·licitud. «El primer de març vaig començar a pregar Déu meu, si no canvies el cor d'aquest home, mata'l i allunya't del meu camí».
Una setmana després, a principis de març de 1849, Brodess va morir, deixant enrere una dona, Eliza, i vuit fills. Tubman llavors es va penedir de la seva última petició. Però la mort de Brodess no va eliminar el risc que Tubman fos venuda aviat i la seva família se separarà, perquè per pagar els deutes del seu marit i evitar la confiscació de la seva granja, Eliza va decidir vendre alguns dels esclaus de la família.
Tement de ser venuda, Harriet va prendre la seva pròpia emancipació a les seves pròpies mans. Acompanyada pels seus germans Ben i Henry Ross, va escapar per primera vegada, deixant enrere el seu marit, un home lliure, que no la volia seguir. Tubman havia estat llogat al doctor Anthony Thompson, que posseïa una gran plantació anomenada Poplar Neck als voltants del comtat de Caroline. Havent estat prestats els esclaus, Eliza Brodess probablement no es va adonar immediatament de la seva desaparició. Dues setmanes més tard, però, va publicar un avís de recerca al diari local, The Democrat of Cambridge, oferint una recompensa de cent dòlars per cada esclau retornat. Un cop es van escapar, però, els germans Ross es van veure dominats pel remordiment. Ben va haver de deixar enrere el seu fill molt petit. Espantats pels perills de la vida com a fugitius, els dos homes es van girar enrere, obligant a Harriet a tornar amb ells.
Poc després, va tornar a escapar, aquesta vegada sense els seus dos germans. Va ser ajudada en la seva escapada per simpatitzants dels quàquers i altres membres del moviment abolicionista, blancs i negres, que havien organitzat una vasta xarxa de fugida coneguda com el ferrocarril subterrani. Poc se sap de les circumstàncies exactes de la seva partida; de fet era necessari que mantingués en secret una ruta que va continuar utilitzant altres fugitius després d'ella. I amb l'ajuda d'una dona blanca i, seguint la línia Mason-Dixon, va arribar a Pennsilvània. Poc després va trobar feina de criada a Filadèlfia.
A Pennsilvània amb un sentiment barrejat de meravella i admiració, va descriure els seus sentiments en termes d'experiència religiosa: «Quan vaig saber que havia travessat aquesta línia, em vaig mirar les mans per veure si era la mateixa persona. Hi havia tanta glòria sobretot: el sol apareixia com l'or pels arbres i sobre els camps, i em vaig sentir com si fos al cel.»

## El ferrocarril subterrani
Des de llavors, amb una xarxa d'activistes abolicionistes, anomenada Underground Railroad, ja que feien servir termes ferroviaris, va participar en dinou missions en què va ajudar a fugir fins a tres-cents esclaus, entre els quals la seva família. Va arribar a oferir-se fins a 40.000 dòlars per la seva captura, viva o morta. En un d'aquests trajectes va descobrir que el seu marit tenia ja una altra dona.
En aquestes missions anaven en grup, caminant de nit i d'amagats fins a sortir de l'estat. Malgrat la recerca que es feia dels fugits, oferint recompenses, mai no es va saber qui els guiava ni n'organitzava la fugida, i Tubman podia continuar treballant en les missions. Quan el 1850 es promulgà una llei contra els fugitius, ajudà a conduir-los fins més al nord, fins i tot al Canadà, on es va establir a la ciutat de St. Catharine entre 1852 i 1857, i ajudava els alliberats a trobar feina.
Immediatament després d'arribar a la ciutat de Filadèlfia, va pensar en la seva família.: «Jo era un estrany en un món estrany […] El meu pare, la meva mare, els meus germans i amics estaven [a Maryland]. Però jo era lliure, i ells també havien de ser lliures». Va trobar feines ocasionals i va començar a estalviar diners. Al cap d'un any, el Congrés dels Estats Units va aprovar Llei dels esclaus fugitius de 1850 dels Estats Units, que obligava a tots els estats, fins i tot aquells que havien prohibit l'esclavitud, a cooperar en la captura d'esclaus fugitius i a imposar greus penes als còmplices de l'esclavitud. La llei va augmentar els riscos per als esclaus fugitius, molts dels quals van empènyer cap al Canadà. Al mateix temps, l'expansió de Filadèlfia estava alimentant les tensions racials.
Al desembre, Tubman va rebre notícies de Cambridge que l'avisaven de la venda imminent de la seva neboda Kessiah i els seus dos fills, James Alfred, de sis anys, i la infanta Araminta. Horroritzada que la seva família estigués encara més trencada del que ja estava, Tubman va fer una cosa que molt pocs esclaus havien fet abans que ella: va tornar voluntàriament a la terra de la seva esclavitud. Va agafar el camí de Baltimore on el seu cunyat, Tom Tubman, la va amagar fins al moment de la venda. El marit de Kessiah, un negre lliure anomenat John Bowley, va anar a la venda de la seva dona on va aconseguir guanyar la subhasta. Mentre fingia fer arranjaments per pagar, la Kessiah i els seus fills van fugir a un amagatall proper. Quan va caure la nit, Bowley va transportar la seva família en canoa fins a Baltimore, a cent milles de distància. Van ser atesos per Tubman que va portar la família a Filadèlfia.
Ajudà John Brown a reclutar gent per l'atac a Harpers Ferry (Virgínia), per obtenir armes per lluitar contra l'esclavitud. El 27 d'abril de 1859 va participar en el rescat de Charles Nalle, un esclau fugit que els seus perseguidors volien fer tornar a l'esclavatge. L'any següent, Harriet va iniciar una gira de conferències en les quals propugnava, no tan sols el final de l'esclavitud sinó també una nova definició dels drets de les dones, fent discursos conjunts amb Susan B. Anthony i d'altres sufragistes.
A la tardor de 1851 Tubman va tornar al comtat de Dorchester per primera vegada des de la seva fugida, aquesta vegada per retrobar-se amb el seu marit John. Amb els diners estalviats del seu mins sou, li va comprar un vestit i es va dirigir cap al sud. John, però, es va negar a seguir-la, declarant-se feliç amb la seva sort; s'havia casat amb una altra dona anomenada Caroline. Tubman va dominar la seva ira i va aprofitar el seu viatge per excitar el desig de fugir d'uns esclaus que va portar a Filadèlfia. Més tard va aconseguir portar els seus quatre germans, Ben, Robert, Henry i Moses a un lloc segur, però no va poder rescatar la seva estimada germana, Rachel, i els seus dos fills, Ben i Angerine. Rachel va morir el 1859 abans que Harriet pogués rescatar-la.
Tubman també va conduir esclaus al Canadà, aleshores l'únic lloc segur d'Amèrica del Nord per als esclaus fugits. El desembre de 1851, va guiar un grup no identificat d'onze fugitius cap al nord. Les pistes suggereixen que Tubman i el seu partit poden haver-se aturat a casa de l'abolicionista i antic esclau Frederick Douglass. En la tercera versió de la seva autobiografia, Douglass escriu: «Una vegada vaig tenir onze fugitius sota el meu sostre alhora, i va ser necessari que es quedessin amb mi fins que pogués recollir prou diners per portar-los al Canadà. Va ser el nombre més gran que he refugiat mai i vaig tenir algunes dificultats per proporcionar menjar i refugi a tantes persones.» La data i el nombre de viatgers coincideixen amb les dades facilitades per Tubman.
Segons les seves pròpies estimacions, i les dels seus col·laboradors propers, en tretze expedicions va guiar personalment una setantena d'esclaus cap a la llibertat. mai va ser capturada i, segons les seves pròpies paraules, «mai va perdre un passatger». També va proporcionar instruccions detallades a molts altres que volien escapar pel seu compte.
La seva propietària, Eliza Brodess, va prometre una recompensa de cent dòlars per la seva captura, però ningú va saber mai que era Harriet Tubman la responsable de tantes fugues d'esclaus del seu antic barri de Maryland. Anys després de la Guerra Civil, es va informar que s'havia ofert una recompensa de quaranta mil dòlars per la seva captura; però això només va ser un mite creat per sobre dramatitzar la seva acció, en el context de la postguerra.

## Durant la Guerra Civil
Partidària dels unionistes durant la Guerra Civil nord-americana, col·laborà amb el seu exèrcit, primer com a cuinera i infermera, i després com a observadora i espia, i fou la primera dona que conduí una expedició armada en la guerra, quan liderà l'atac del riu Combahee, sota les ordres de James Montgomery, el 2 de juny de 1863, on van alliberar uns set-cents cinquanta esclaus, conduint-los fins a Beaufort, i van destruir diversos dipòsits de subministraments confederats. Durant aquesta incursió va conèixer Nelson Davis, antic esclau i soldat de la Unió, amb qui es casaria l'any 1869 a Auburn.
Quan va començar la Guerra Civil el 1861, Tubman va posar les seves esperances en una victòria de la Unió que esperava que fos un pas decisiu cap a l'abolició de l'esclavitud. Desitjant posar les seves habilitats i experiència al servei de la Unió, ràpidament es va unir a un grup d'abolicionistes de Boston i Filadèlfia que es van establir a l'illa Hilton-Head de Carolina del Sud. Gràcies a la seva ajuda als esclaus fugitius, esdevingué ràpidament una figura important als camps situats a Port-Royal. Va servir com a cuinera i infermera, preparant remeis herbaris locals i ajudant els soldats que patien disenteria. Fins i tot va alletar homes amb verola, sense contraure ella mateixa la malaltia, la qual cosa va ajudar a alimentar el rumor que Déu la va beneir. Les racions que rebia del govern pel seu treball van alimentar la gelosia d'alguns esclaus fugitius que ho veien com un signe de tracte especial. Per alleujar les tensions, va renunciar al seu dret i es va guanyar la vida venent pastissos i cervesa fets amb les arrels.
El gener de 1863, Lincoln va implementar la Proclamació d'Emancipació que va declarar lliures tots els esclaus que residien al territori de la Confederació del Sud. Tubman va veure aquesta decisió com un pas important cap a la llibertat per a tots els negres. Va reforçar la seva implicació en el conflicte liderant un grup d'espies que operaven a les terres que envolten Port Royal.
Els pantans i els rius de Carolina del Sud presentaven un perfil similar als de la costa oriental de Maryland, i la seva ciència dels viatges clandestins va trobar un terreny ideal per a l'expressió. El seu grup d'escoltes que treballava sota el secretari de Guerra dels Estats Units, Edwin M. Stanton, va explorar i cartografiar el terreny desconegut. Després va treballar al costat d'un abolicionista proclamat, el coronel James Montgomery, proporcionant informació vital per a la captura de Jacksonville, Florida.
A principis del mes de juny de 1863 Tubman va servir com a assessor principal en l'organització de les tropes de Montgomery contra una sèrie de plantacions al llarg del riu Combahee, al comtat de Colleton, Carolina del Sud. Va participar activament en l'assalt: embarcada a bord de l’USS John Adams, va guiar entre les mines confederades els tres vaixells de vapor que portaven els tres-cents soldats per a l'operació. Un cop a terra, les tropes de la Unió van incendiar les plantacions, destruint infraestructures i confiscant milers de dòlars en aliments i subministraments. Alertats pels xiulets dels vaixells de vapor, els esclaus de la zona es van aplegar a la riba; els propietaris que, armats amb pistoles i fuets, intentaven aturar la seva fugida es van veure ràpidament aclaparats per la massa de fugitius que s'embarcaven per centenars.
Tubman diu «mai haver vist això»; descriu una escena de caos on les dones es barregen portant olles d'arròs encara fumant, els porcs xisclant en bosses que es portaven a les espatlles i els nadons aferrats al coll dels seus pares. A mesura que les tropes confederades van confluir a l'escena, els vaixells de vapor sobrecarregats d'esclaus es van dirigir cap a la ciutat de Beaufort.

### Mètodes
El seu èxit en les seves aventures es va deure en gran part a la seva gran intel·ligència, astúcia, audàcia i crueltat, que va aprofitar en plans molt ben dissenyats per a les seves expedicions. Va confiar en la comunitat negra unida, que va ajudar a recuperar la seva família i amics durant la majoria de les seves tasques a Maryland. Va tenir cura de no trobar-se amb els seus contactes a prop de les plantacions de les quals havien d'escapar: els enviava missatges, perquè es poguessin trobar amb ella en un lloc secret. Era molt versada en disfresses. Una vegada, va prendre la precaució d'emportar-se dos pollastres. Amenaçada de ser reconeguda quan es va trobar gairebé cara a cara amb el seu antic amo, va deixar anar les gallines i després va córrer darrere d'elles. Això va fer gràcia a l'amo, que mai es va adonar que aquella noia maldestra era, de fet, una astuta robadora d'esclaus.
Una vegada, a una estació de tren, es va adonar que els caçadors d'esclaus fugits miraven els trens cap al nord, amb l'esperança de capturar-la a ella i als seus protegits. Sense dubtar-ho, va fer que el seu grup s'embarqués en un tren amb destinació al sud, apostant amb èxit que els seus perseguidors mai anticiparien el fet que podria enfonsar-se en territori enemic; més tard va prendre la ruta prevista, partint d'un lloc més segur.

### La vida després de la Guerra Civil
Després de la guerra, Harriet Tubman es va convertir en una activista pels afroamericans i els drets de les dones. Va treballar especialment per promoure la causa del sufragi femení. A una dona blanca que li va preguntar si creia que les dones haurien de tenir dret a vot, li va respondre que «havia fet prou per creure-s'ho». Tubman va assistir per primera vegada a reunions d'organitzacions sufragistes, abans d'implicar-se en dones com Susan B. Anthony i Emily Howland. Va viatjar a Nova York, Boston i Washington per assistir a conferències que defensaven el sufragi femení. La seva argumentació pretenia demostrar que les dones mereixien amb les seves accions accedir als drets polítics. Va il·lustrar el seu punt descrivint la seva pròpia acció durant i després de la Guerra Civil i va destacar el sacrifici de les innombrables dones que havien treballat per a la nació americana.
Gràcies a Sarah Bradford que va fer de biògrafa i va transcriure els seus relats, va veure la història de la seva vida publicada el 1869 com a Escenes de la vida de Harriet Tubman.
Això va ser d'ajuda considerable per a la seva miserable situació financera (només va obtenir una pensió pel seu suport militar passats trenta anys després dels fets). Aquell mateix any es va casar amb Nelson Davis, un altre veterà de la Guerra Civil vint-i-dos anys més jove que ella. Vivien junts a Auburn, Nova York, en una casa que ella havia comprat al seu amic William H. Seward, secretari d'Estat sota el president Abraham Lincoln. Hi vivia envoltada de membres de la seva família i amics, que havien optat per establir-se a prop d'ella després de la Guerra Civil.
Finalment, a causa de la seva artritis i la seva salut fràgil, es va traslladar a l'hospici per a afroamericans vells i malalts que ella mateixa havia ajudat a fundar. Es va construir en un terreny que ella havia comprat, al costat de la seva propietat Auburn. Allà va morir l'any 1913 de pneumònia, després d'haver relatat les seves memòries fins a l'últim dia. Va rebre tots els honors militars durant el seu enterrament, i una placa en la seva memòria es va col·locar al Palau de Justícia del comtat de Cayuga a Auburn. Avui, la memòria de Harriet Tubman s'honra tots els 10 de març, dia de la seva mort.

## Últims anys
En acabar la guerra, s'instal·là amb la seva família a Auburn (Nova York), on tenia cura dels seus pares malalts, passant penúries econòmiques. El 1898 va fundar un asil per a ancians negres, amb els beneficis que li havia reportat el llibre Life of Harriet Tubman, escrit per Sarah Bradford l'any 1868. Formà part del moviment pel sufragi femení, fins que, malalta, hagué de ser ingressada en el mateix asil que ella havia lluitat per obrir, i on va morir el 1913. Fou enterrada al cementiri de Fort Hill, a Auburn.

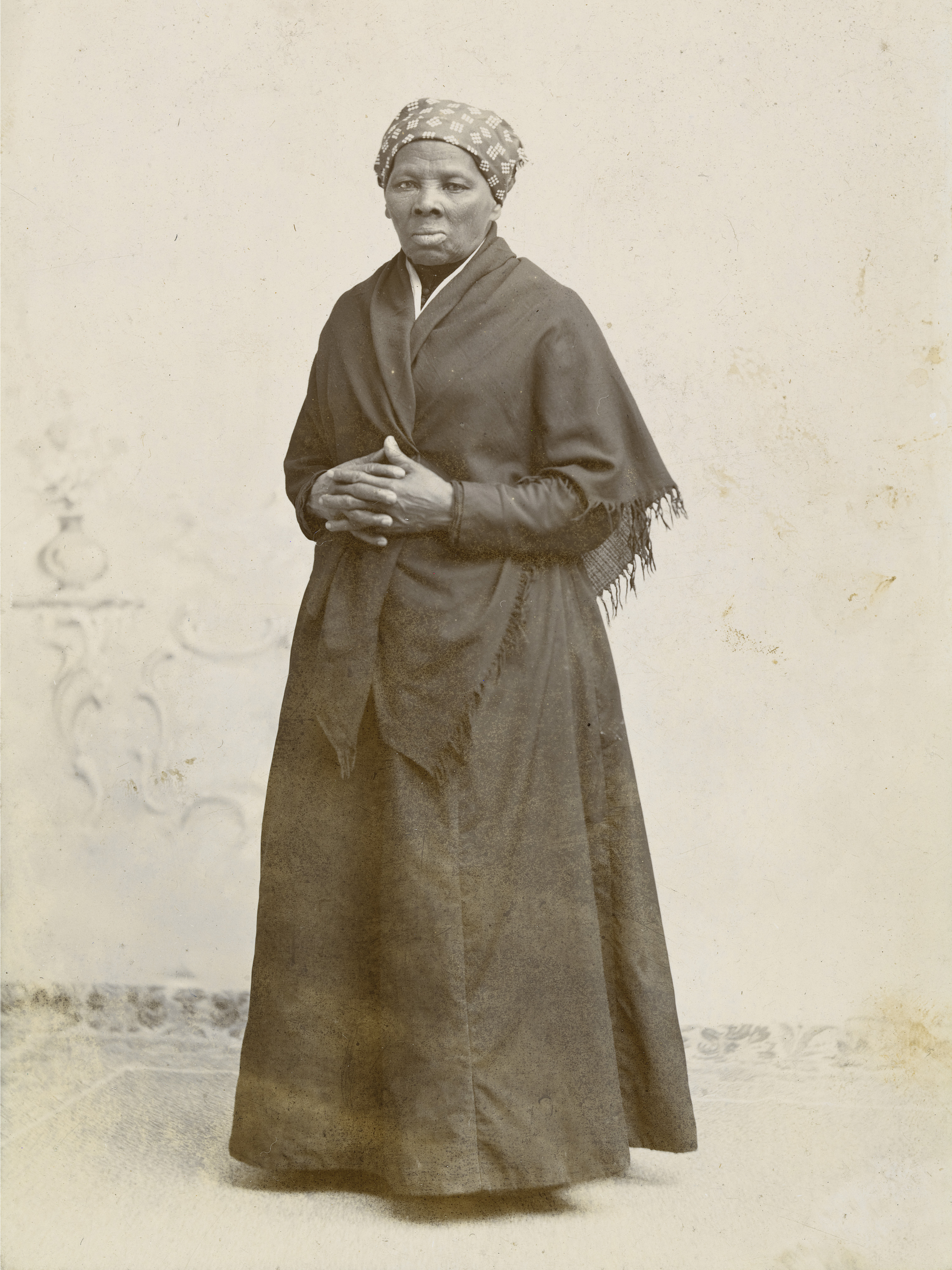
Foto, 1885, per H. S. Squyer
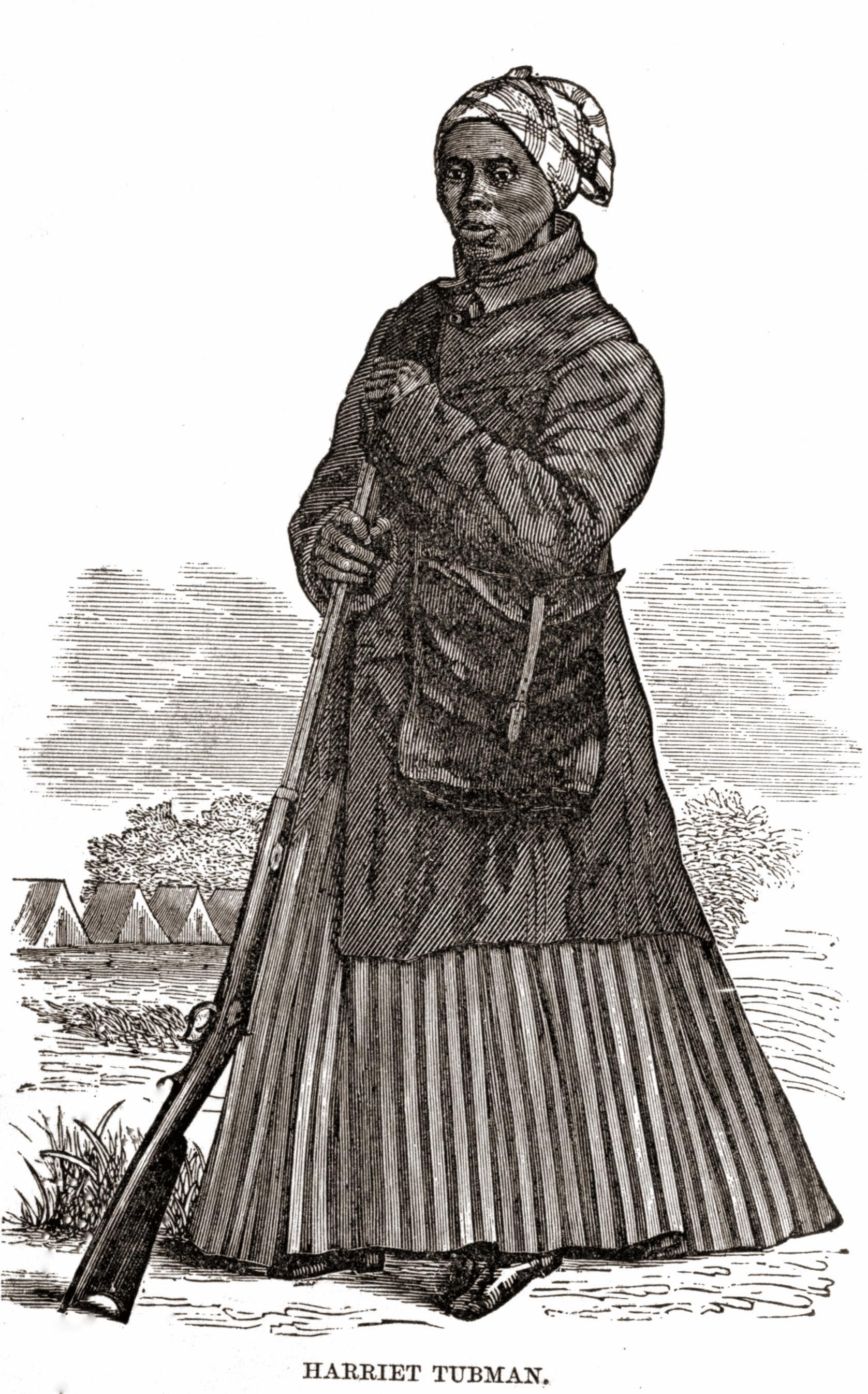
Xilografia en un llibre de 1869
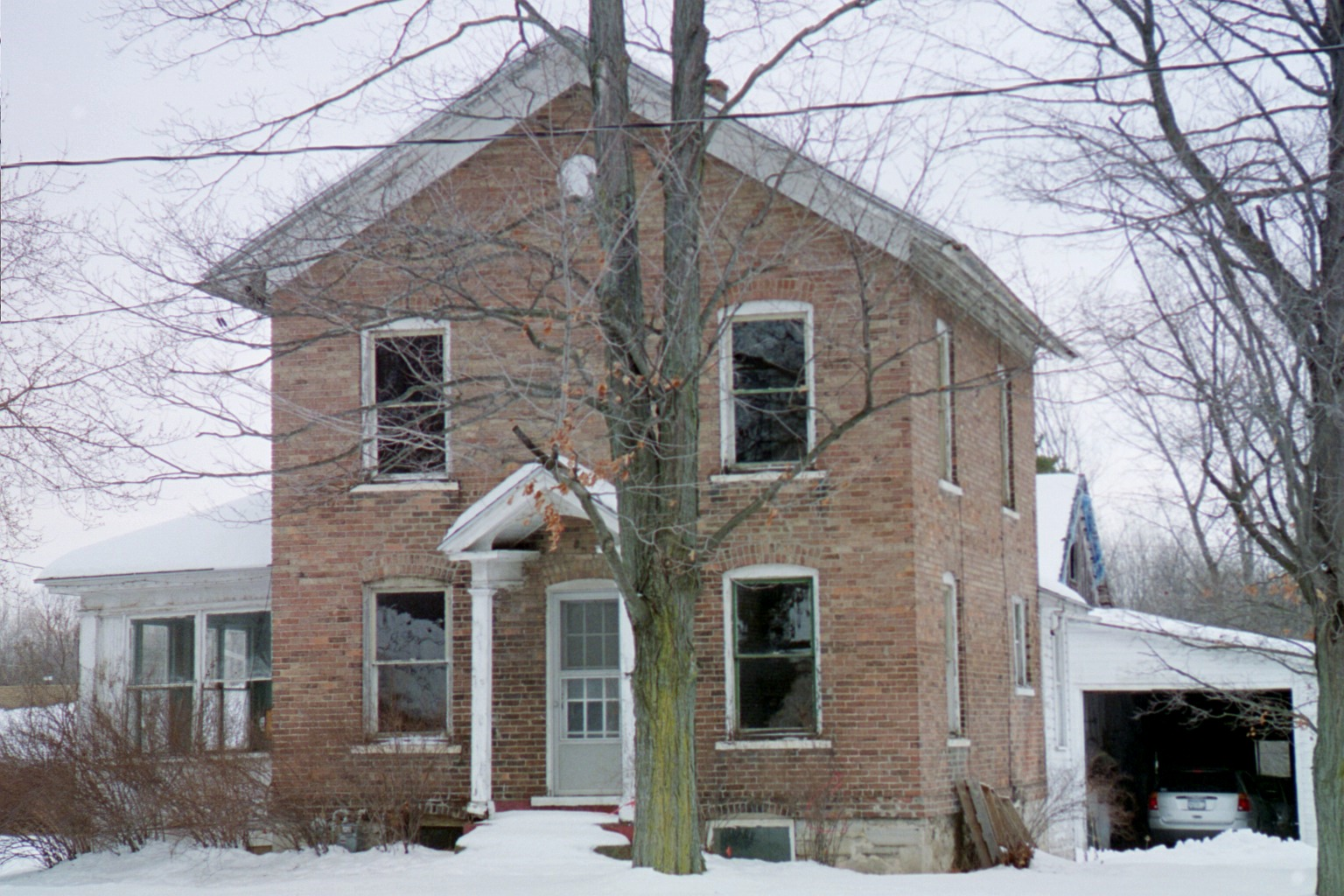
La seva casa d'Auburn
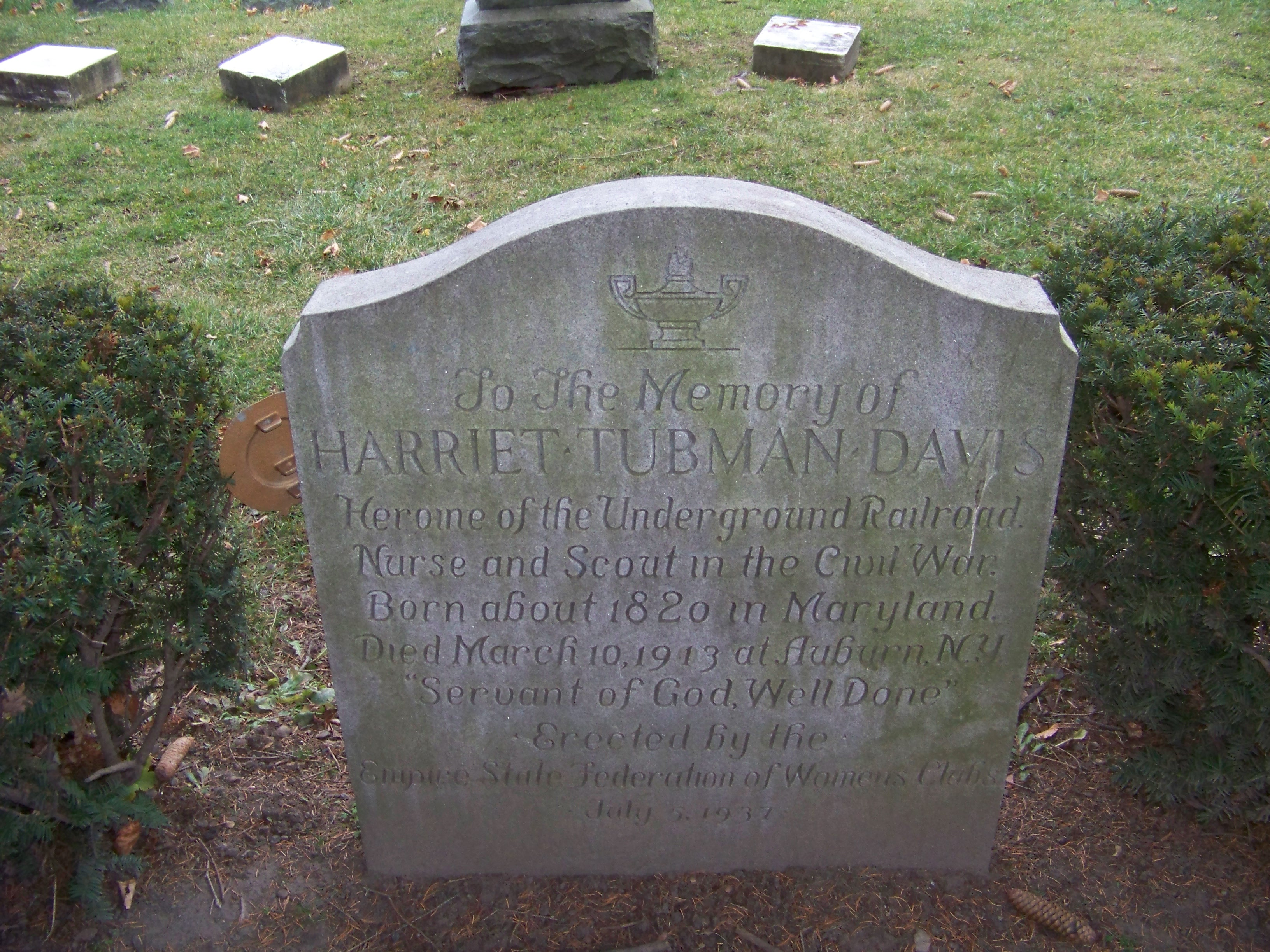
Tomba de Harriet Tubman

## Reconeixements
El diari The Commonwealth, de Boston, en la seva edició del 19 de juliol de 1863, va definir l'acció militar de Harriet com a «gloriosa». Així mateix, el capità confederat John F. Lay, deia en el seu informe que l'acció havia estat «molt ben dirigida». Això sí, no sabia que l'acció havia estat portada a terme per esclaus i comandada per una dona negra.
Després de la capitulació dels confederats, Harriet Tubman ja era àmpliament reconeguda i admirada. William Still, un dels «caps d'estació» de l'Undergroud Railroad, va incloure una detallada descripció de Harriet i de la seva feina en el seu llibre The Underground Railroad, publicat el 1872. També Frederick Douglass, un líder abolicionista negre, li va retre homenatge i, fins i tot, la reina Victòria d'Anglaterra li va concedir una medalla de plata l'any 1897.
Els únics que semblaven no voler reconèixer la seva tasca van ser els components del govern que havia servit incondicionalment, que només li van concedir, amb trenta anys de retard, una pensió de 20 dòlars mensuals, per la seva tasca com a infermera. No es va reconèixer mai oficialment la seva tasca com a exploradora ni com a espia, potser a causa del seu gènere o del seu color.
L'any 1944, Eleanor Roosevelt, va posar el seu nom a un vaixell de la marina dels Estats Units. A la casa on va viure s'ha establert la Fundació Harriet Tubman per recordar la seva figura.